# Kanton Marseille-5
Marseille-5 is een kanton van het Franse departement Bouches-du-Rhône. Het kanton maakt deel uit van het arrondissement Marseille. In 2018 telde het 67.770 inwoners.
Het kanton omvat uitsluitend een noordelijk deel van de gemeente Marseille.